# ببر سفید (فیلم ۱۹۲۳)
«ببر سفید» (انگلیسی: White Tiger) فیلمی در ژانر درام به کارگردانی تاد براونینگ است که در سال ۱۹۲۳ منتشر شد.
از بازیگران آن می‌توان به پریسیلا دین، مت مور، و والاس بیری اشاره کرد.